# Lamborghini Murciélago
El Lamborghini Murciélago es un automóvil superdeportivo diseñado y producido por el fabricante italiano Lamborghini en su fábrica de Sant'Agata Bolognese, con motor central-trasero montado longitudinalmente y tracción integral. Es un dos plazas disponible con carrocerías coupé o roadster de dos puertas de tijera, también conocidas como "Lamborghini Style Doors" o puertas estilo Lamborghini.
Reemplazó al Lamborghini Diablo y, a su vez, en 2011 fue reemplazado por el Lamborghini Aventador.

## Nomenclatura
El nombre "Murciélago" procede del nombre de un toro de la ganadería Pérez de Laborda, que por su bravura y entrega ante el torero Rafael Molina "Lagartijo" fue indultado en 1879 y fue comprado por Antonio Miura para ser usado como semental.  Lamborghini ha usado en otros de sus modelos nombres de toros míticos como Aventador, Diablo o Islero o relacionados con la actividad de la tauromaquia: Miura, Urraco, Espada o Gallardo.

## Descripción

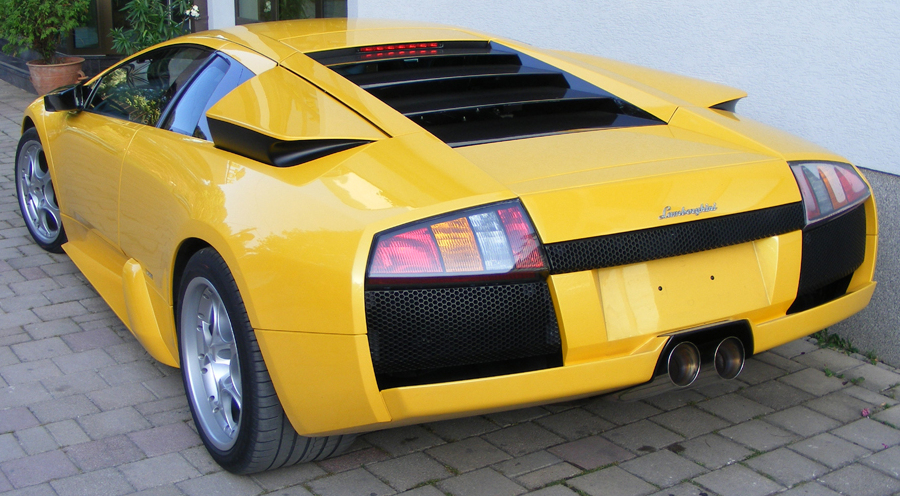
Vista trasera.

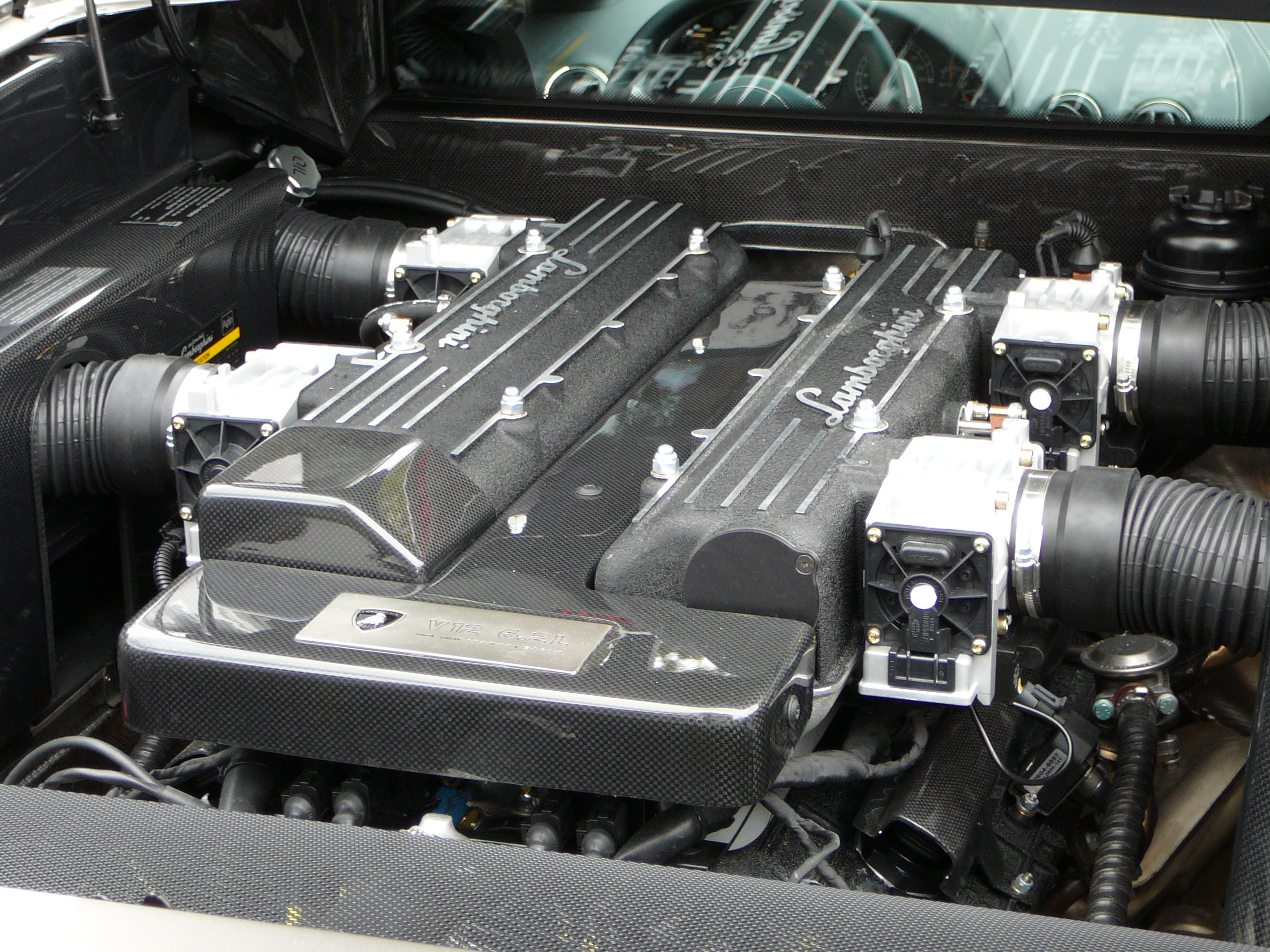
Motor V12 de un Lamborghini Murciélago.

Tiene un motor V12 a 60° de 6192 cm³ (6,2 L; 377,9 plg³), que alcanza una potencia máxima de 580 CV (572 HP; 427 kW) a las 7500 rpm y un par máximo de 650 N·m (479 lb·pie) a las 5400 rpm. Gracias a esto, es capaz de llegar a los 333 km/h (207 mph) de velocidad máxima y acelerar de 0 a 100 km/h (62 mph) en 3,8 segundos. Como lo viene haciendo la marca desde hace 30 años, el motor está situado en posición central-trasera longitudinal con la transmisión ubicada al frente, la cual le otorga al vehículo una buena distribución de pesos: 58 % atrás y 42 % delante, confiriéndole mejor tracción, agarre y frenada.
El motor va acoplado a una transmisión automática de seis marchas, por primera vez en un modelo de Lamborghini y tracción total con un acoplador central viscoso. Cuenta también con un sistema de control de tracción (TCS) que reduce la potencia del motor en situaciones extremas de conducción o de límite de adherencia, pudiendo llegar a cortar la inyección.
La estructura de este automóvil consiste en un armazón de tubos de acero de alta resistencia, reforzados con planchas de acero y fibra de carbono, gracias a estos materiales el peso total es de 1650 kg (3638 lb).
Tiene un sistema de suspensión independiente, de doble horquilla delante y detrás, con articulaciones de acero y amortiguadores hidráulicos (el eje posterior cuenta con dos muelles y dos amortiguadores por rueda), cuya dureza se ajusta de forma automática, ya sea manualmente o por medio de la electrónica.
El Murciélago tiene un sistema de refrigeración del motor denominado VACS ("Variable Air-flow Cooling System"), que consiste en dos tomas de aire laterales con forma de aletas, situadas en la parte posterior de las ventanas. Estas son regulables manual o automáticamente, controladas por una unidad electrónica PMC, que controla además otras funciones del vehículo. Las aletas pasan desapercibidas si no están desplegadas.
El alerón del Murciélago es variable y puede cambiar de forma automática en tres diferentes posiciones:
- Cerrado: cuando el vehículo circula a menos de 130 km/h (81 mph)
- A 50°: cuando circula entre 130 y 220 km/h (81 y 137 mph)
- A 70°: cuando circula a más de 220 km/h (137 mph)

En conjunto, el grado de apertura de las aletas laterales y el alerón trasero hacen que el coeficiente de penetración aerodinámico oscile entre los 0.33 Cx y los 0.36 Cx.
En cuanto a los frenos, el Murciélago cuenta con cuatro discos perforados y dos circuitos hidráulicos independientes, a los que se suman el sistema ABS con reparto electrónico de frenada DRP (Dynamic Rear Proportioning) y un servofreno de emergencia.

## Diseño

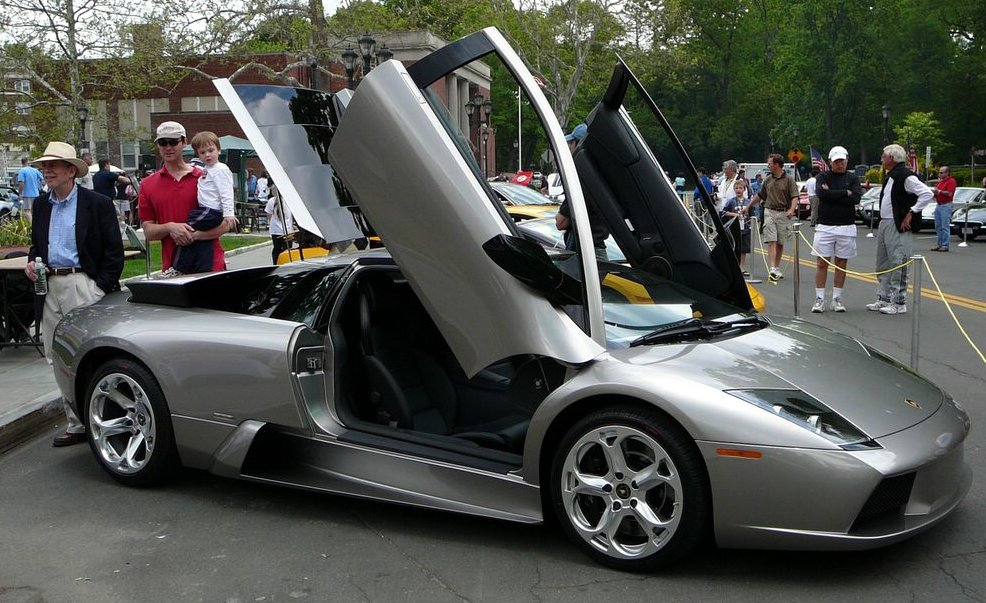
Modelo 2002 con las puertas de tijera abiertas.

Su carrocería está construida totalmente en fibra de carbono, con excepción de las puertas y el techo, que están construidos en acero. En su diseño destacan las dos tomas de aire delanteras cuya función es refrigerar los radiadores del vehículo y la doble salida de escape en el centro de la parte trasera. También se reconocen el ya mencionado alerón variable y las clásicas puertas de tijera, presentes en varios modelos de la marca desde el Countach.
Posee gran espacio en su interior. Se ha aumentado en 5 grados el ángulo de apertura vertical de las puertas y se ha bajado en 25 mm (1 pulgadas) el umbral de entrada respecto al Diablo, aunque el interior es más sencillo que el del Diablo. 
Los asientos tienen unas aletas para la sujeción lateral aunque no tienen regulación de altura. Sin embargo, esto no impide que se pueda conseguir una buena posición de manejo. Los asientos están tapizados en cuero, al igual que el volante de tres brazos.
La palanca de cambios y la selectora son de acero, como es tradición en Lamborghini; junto a ellos se encuentran los botones del elevalunas, el de las luces de emergencia y el de la tapa del tanque de combustible, cuya capacidad es de 100 litros (26,4 galAm).
El conductor y el acompañante cuentan con airbags de 30 y 100 litros (7,9 y 26,4 galAm), respectivamente. En cuanto al equipamiento adicional, se le puede agregar radio estéreo con cargador de CD, un sistema de navegación por satélite.

## Equipamiento

### Interior

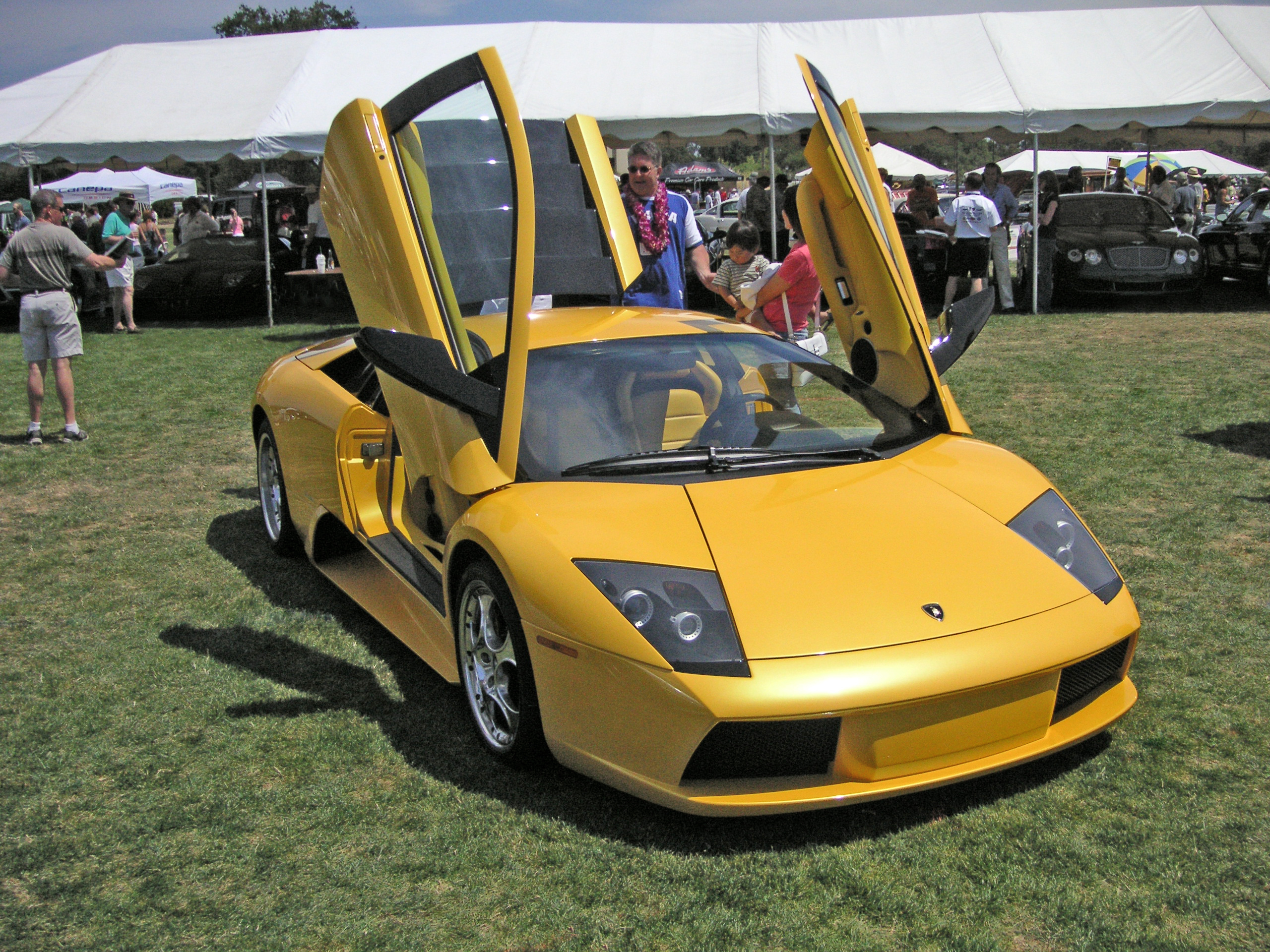
En el 29.º Concurso de la Elegancia anual de 2006 de Palo Alto en Stanford (California).

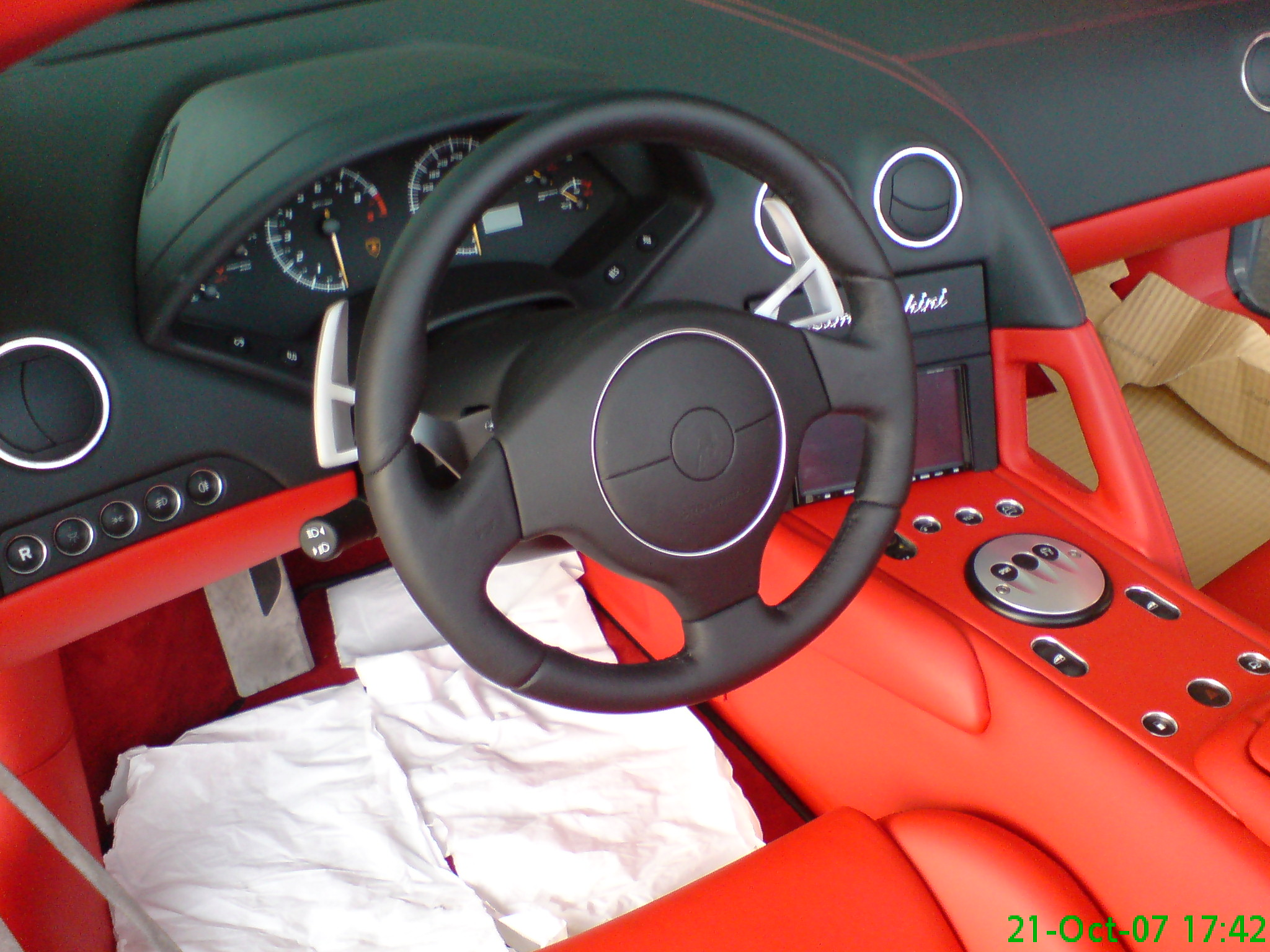
Interior del LP640 en Yeda, Arabia Saudita el 21 de octubre de 2007.

- Chasis ultradeportivo de fibra de carbono optimizada.
- Asientos deportivos con aletas.
- Cierre centralizado electrónico.
- Solo con climatizador estándar.
- Tacómetro.
- Alcoholímetro.
- Elevalunas eléctricos delanteros.
- Interior de piel.
- Luz de lectura delantera.

### Entretenimiento
- Antena de radio integrada.
- Radio FM.
- Cargador de CD.
- Radio casete.
- Ordenador de a bordo.
- Sistema de navegación (opcional).

### Llantas
- Llantas de aleación de 18 pulgadas (45,7 cm)
- Llanta de cuerpo único tallada en agua.
- Logotipo de Lamborghini en color en las llantas (opcional).

## Murciélago Roadster

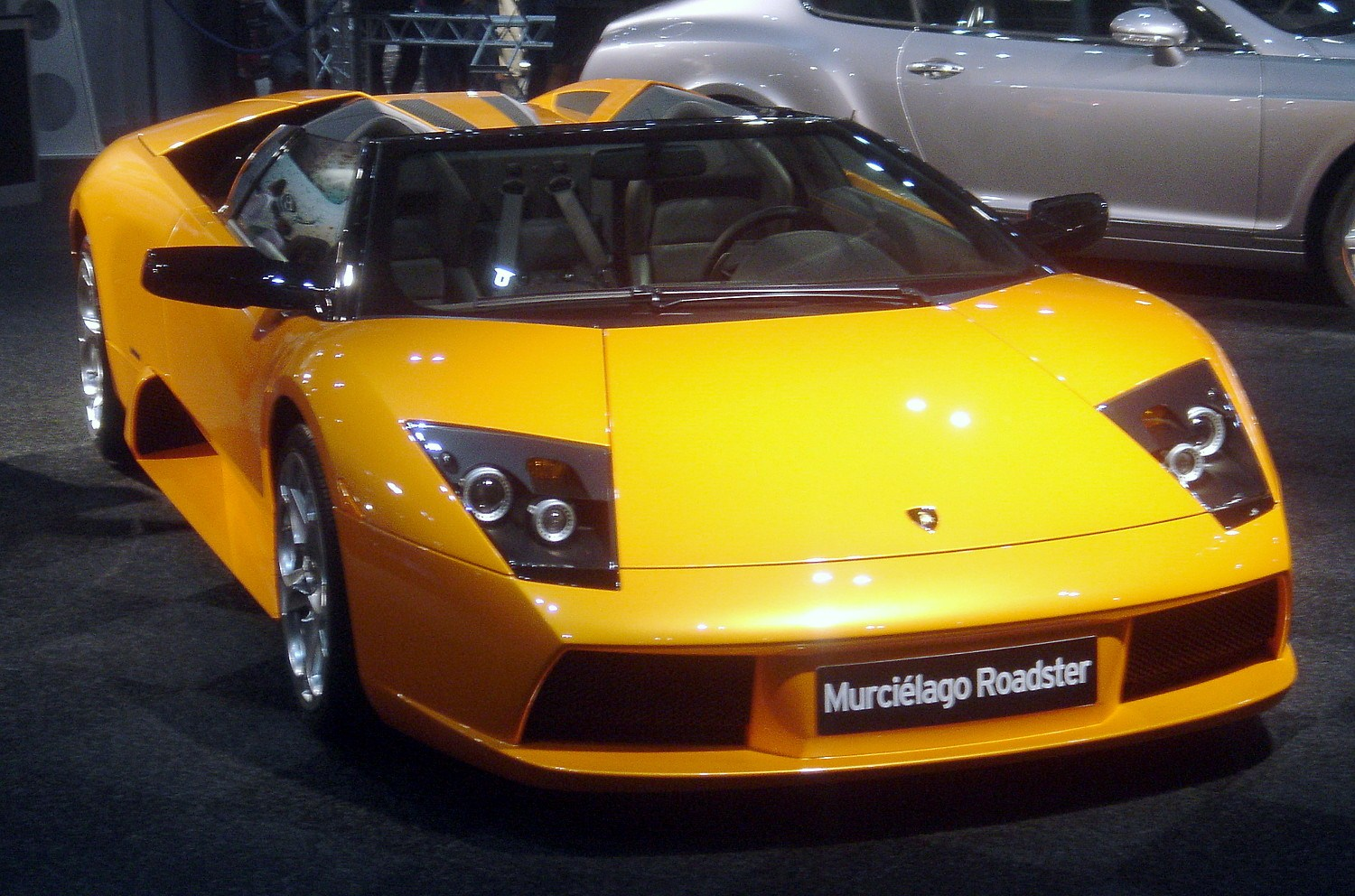
Roadster de 2005 en el Salón del automóvil de Viena el 23 de enero de 2005.

La comercialización de la versión descapotable del Murciélago inició en la segunda mitad de 2004, tres años después del lanzamiento del coupé.
Mecánicamente es muy similar al coupé, ya que el motor es el mismo V12 a 60° de 6192 cm³ (6,2 L; 377,9 plg³), con una potencia máxima de 580 CV (572 HP; 427 kW) a las 7500 rpm y un par máximo de 650 N·m (479 lb·pie) a las 5400 rpm. De serie se ofrece con una transmisión manual de seis velocidades. Opcionalmente, puede instalarse una automática también de seis relaciones, denominada por Lamborghini como «e-gear».
Mide 4580 mm (180,3 plg) de longitud, 2045 mm (80,5 plg) de anchura y su batalla es de 2665 mm (104,9 plg), todos ellos valores idénticos a los de la versión cerrada, mientras que su altura sí cambia a 70 mm (2,8 plg) más bajo que el coupé.
También conserva el mismo sistema de tracción total y equipo de ruedas. Tiene un acoplamiento viscoso central y diferenciales de deslizamiento limitado en ambos ejes, de 45% en el trasero y 25% en el delantero. Las ruedas son Pirelli Rosso, de dimensiones 245/35 ZR18 pulgadas (45,7 cm) delante y 335/30 ZR18 pulgadas (45,7 cm) detrás. Para dar soporte a estos neumáticos, las llantas del eje trasero tienen una garganta de 13 pulgadas (33,0 cm).
Desarrolla una aceleración de 0 a 100 km/h (62 mph) de 3,8 segundos, la misma que el coupé y una velocidad máxima cercana a los 320 km/h (199 mph), dependiendo de la configuración aerodinámica resultante de la adopción de los deflectores de aire opcionales. El coupé puede superar los 330 km/h (205 mph).
Además de la eliminación del techo, la carrocería ha sufrido otras modificaciones. El capó que cubre el motor se abre en sentido contrario a como se abre el del coupé y cierra por detrás del habitáculo y báscula sobre la parte trasera del coche, como lo hacía en el Lamborghini Miura. Detrás de los asientos se encuentra alojada una barra que se libera en caso de peligro de vuelco para proteger a los ocupantes. Se ofrece en opción un techo blando para uso ocasional, con el que Lamborghini no aconseja superar 160 km/h (99 mph).
Bajo el capó y justo por encima del motor, se ha instalado una celosía de refuerzo para compensar la pérdida de rigidez que supone la eliminación del techo. De serie es de acero en color negro; en opción puede solicitarse en fibra de carbono. También tiene el «Axle lifting system», que permite elevar el eje delantero 45 mm (1,8 pulgadas) a bajas velocidades.

## Murciélago LP640

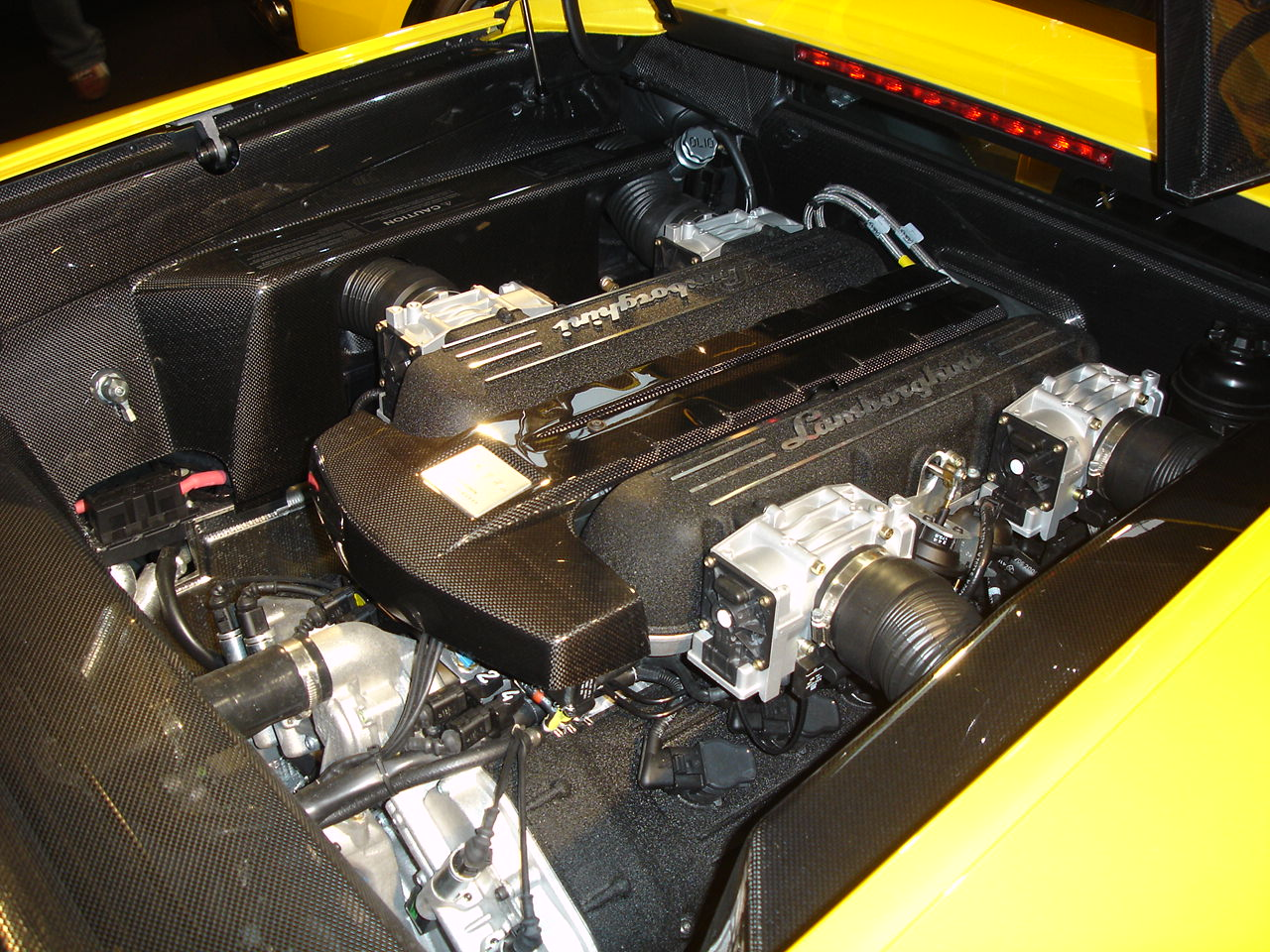
Motor V12 del Murciélago LP640.

La versión Murciélago LP640 se presentó por primera vez en el Salón del Automóvil de Ginebra en marzo de 2006, como un adelanto de la versión coupé. Es una versión renovada del Murciélago, equipada con un motor de 6496 cm³ (6,5 L; 396,4 plg³) que produce 640 CV (631 HP; 471 kW) mejorando sustancialmente el rendimiento. Al igual que en la versión inicial original, el motor está montado en la parte trasera, con la transmisión en la parte delantera del motor y el diferencial detrás de ella, en lugar de un transeje normalmente visto en coches con motor central. También tiene unos pocos cambios exteriores, primordialmente para bajar las tomas de aire.
Los parachoques delantero y trasero han sido reformados para canalizar el aire de una manera más eficiente y la nueva forma del escape tiene en la parte trasera un difusor aerodinámico más eficiente. La toma de aire de la izquierda ha sido alargada para acomodar el alimentador de la refrigeración. La carrocería del automóvil está hecha de acero y fibra de carbono, mientras que en los bajos tiene añadida una suspensión revisada para tener un mejor rendimiento.
También tiene un sistema de tracción en las cuatro ruedas que normalmente distribuye el 70 % del par motor a las ruedas traseras, pero se puede asignar el 100 % a cualquiera de los extremos en función de la superficie donde se está rodando. Está equipado con llantas de aleación Hermera de 18 pulgadas (45,7 cm) provistas de enormes neumáticos 335/30 en la parte trasera. El LP640 conserva la apertura original de puertas de tijera. El precio del LP640 versión coupé es de alrededor de US$ 200000.
Dentro del LP640, los asientos se han modificado para dar cabida a una mayor altura, mientras que un cuadro de instrumentos mejorado incluye un mejor sistema estéreo.
El equipamiento opcional del LP640 incluye frenos cerámicos, pedales cromados y una cubierta de cristal transparente sobre el motor que lo muestra.
Una edición especial del Murciélago LP640 fue presentada en el Salón del Automóvil de París. La edición Versace ofrece un exterior blanco personalizado y también su correspondiente interior blanco. También fueron presentados por la fábrica un LP640 Versace de tipo negro y un LP640 Versace Roadster.
La versión Roadster del Lamborghini Murciélago LP640 se mostró en el Salón del Automóvil de Los Ángeles en 2006.

## LP670-4 SuperVeloce

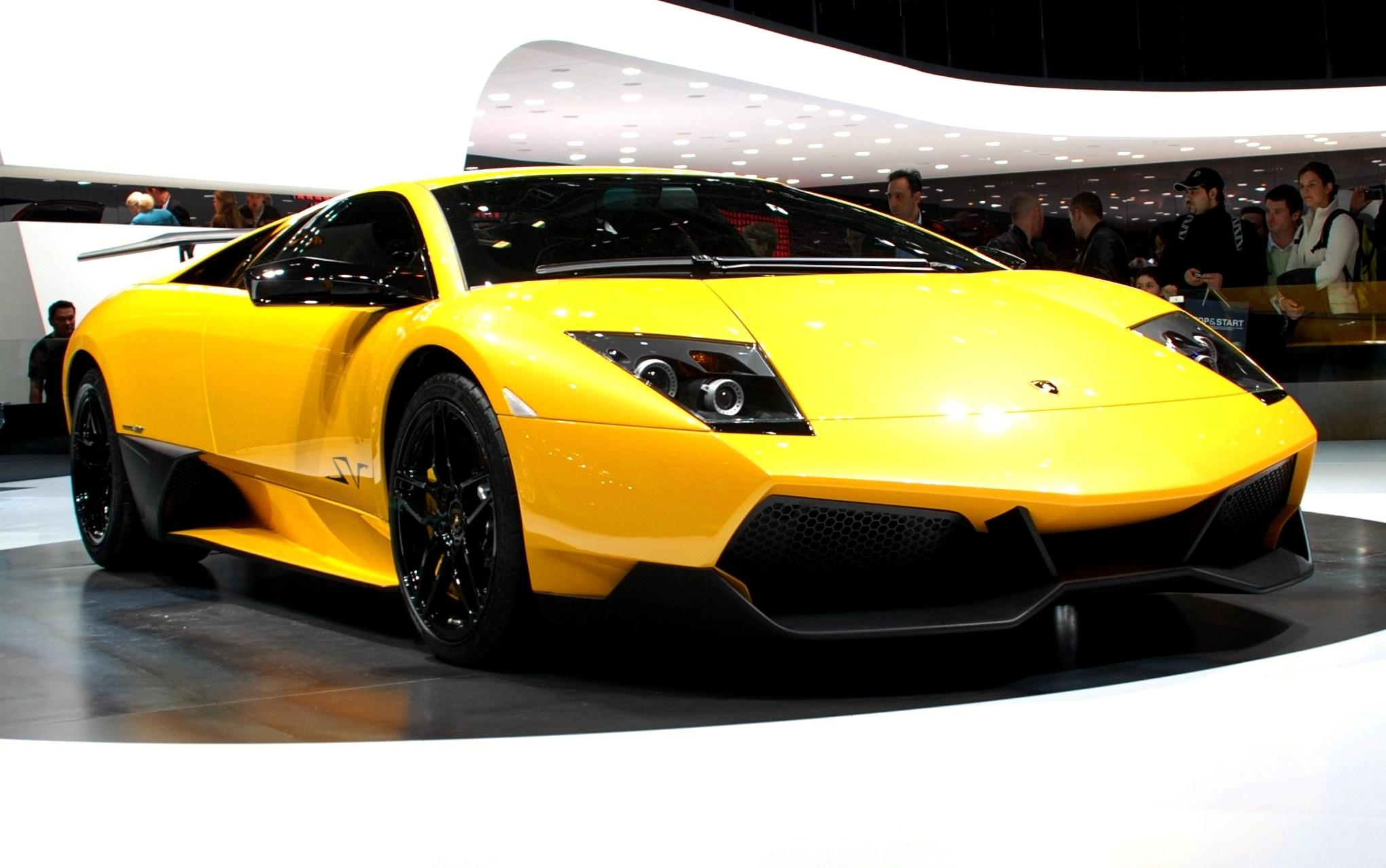
LP670-4 SV en el Salón del Automóvil de Ginebra de 2009.

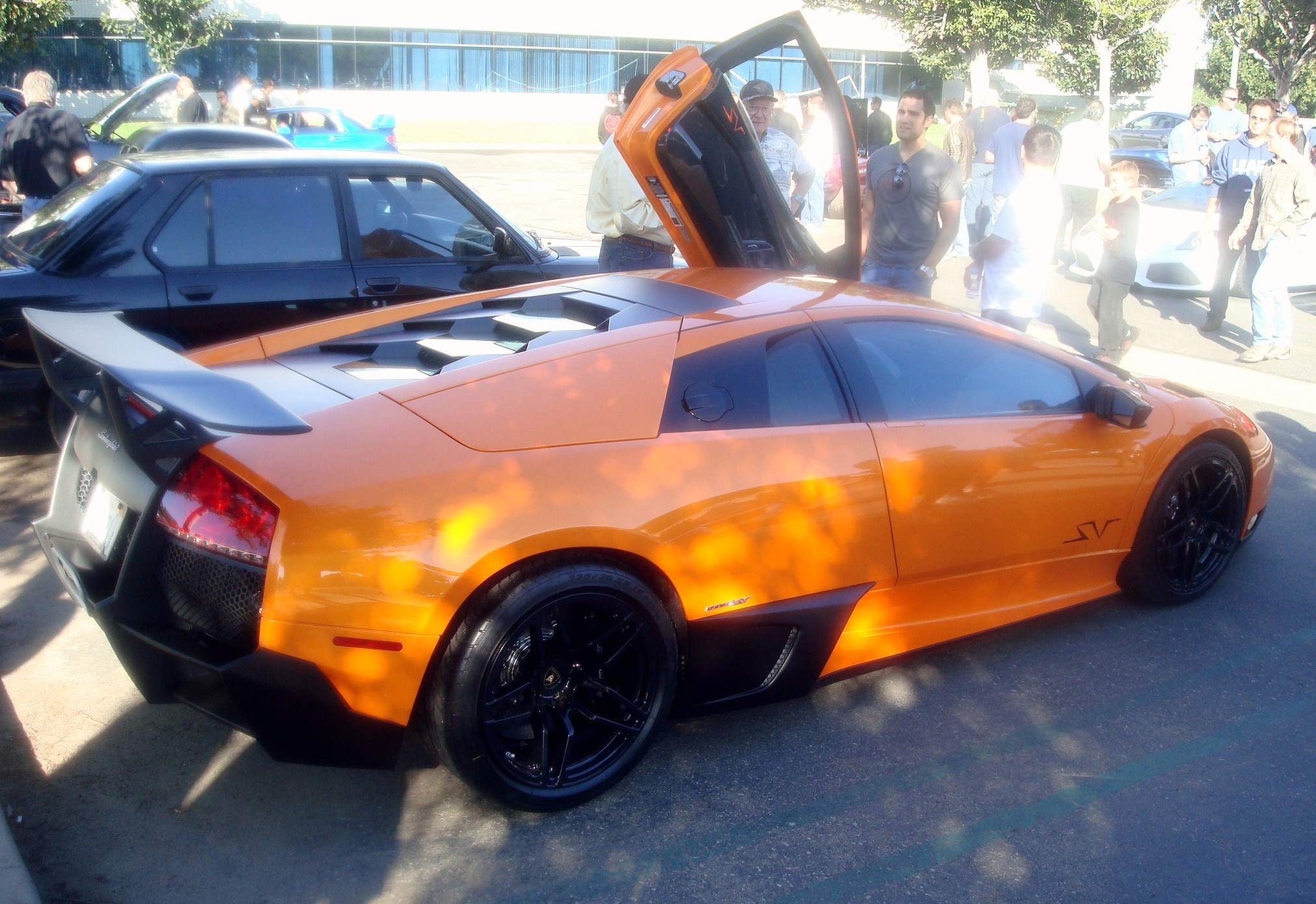
Vista 3/4 posterior del LP670-4 SV.

Lamborghini dio a conocer una nueva versión del Murciélago: el LP670-4 SuperVeloce, que fue presentado en el Salón del Automóvil de Ginebra de 2009. Es el tercer superdeportivo de Lamborghini que usa las siglas SV, siendo el primero el Lamborghini Miura. Este coche se basa en el Murciélago LP640, aunque con ciertos elementos aerodinámicos y tomas de aire rediseñadas. El frontal es algo más alargado y en la zona trasera cambian ligeramente el difusor de fibra de carbono y la salida de escape central. Los pilotos tienen el mismo diseño que los del Murciélago LP640, el Reventón y el Gallardo LP 560-4. 
Acelera de 0 a 100 km/h (62 mph) en 3,2 segundos, por lo que es algo más rápido que el LP 640 con 3,4 segundos. La velocidad máxima varía entre 337 y 342 km/h (209 y 213 mph), en función de si el alerón posterior es más grande o más pequeño (el comprador puede elegir entre ambos). El bloque del motor que monta sigue siendo el mismo V12 de 6496 cm³ (6,5 litros) del LP640, aunque ha sido mejorado para conseguir 670 CV (661 HP; 493 kW) de potencia, mejorándose también la eficiencia y el peso de la transmisión, junto con la nueva instalación y con un sistema de escape más ligero.
Viene de serie con frenos de disco cerámicos de carbono con pinzas de seis pistones, opcional en el LP640 de 15 pulgadas (38,1 cm), reduciendo las ruedas de 18 pulgadas (45,7 cm). La producción del Murciélago era limitada a 350 coches, con un precio de US$ 450000.

### LP 670-4 SuperVeloce China Limited Edition
En abril de 2010, Lamborghini lanzó una versión del LP 670-4 SuperVeloce llamado China Limited Edition. El coche se distingue por las marcas especiales exteriores. El creciente mercado de coches exclusivos para China sigue creciendo a un ritmo impresionante y las marcas lo sabe bien, del que solamente se fabricarían 10 unidades y que realmente, sobre el SuperVeloce original apenas añade nada más que algo de estética y una placa identificativa.

## Ediciones limitadas

### Edición 40 aniversario

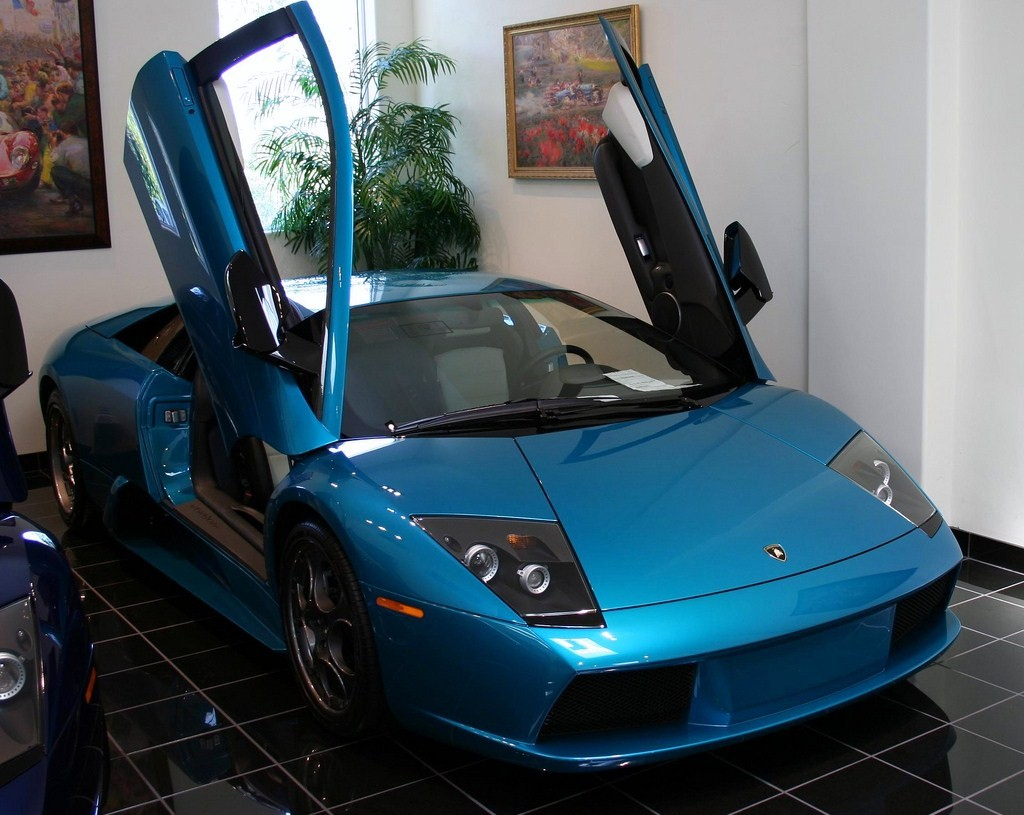
Edición 40 aniversario el 30 de julio de 2005.

En 2004, Lamborghini celebraba su 40 aniversario lanzando una edición limitada de 50 unidades. Las mejoras en el vehículo de serie incluyen una edición limitada de color de la carrocería azul que fue calificada de "Verde Artemis" (verde jade), con una pintura de efecto perla de tres capas y presenta algunas modificaciones significativas, tanto internas como externas, detalles exteriores de fibra de carbono, llantas de primera calidad, un renovado sistema de escape y un número de placa en el interior de la ventana trasera. El interior también se ofrece en tapicería de cuero exclusiva.
Fue producido en 2003 y se vendió principalmente en Europa, Estados Unidos y Japón.
Los moldes de la puerta superior, así como el voletto o pilar que rodea la ventana trasera donde se encuentra la puerta de gasolina, cuentan con un revestimiento de fibra óptica de carbono.
Las llantas de color gris antracita hacen que el coche parezca más agresivo. El coche también está equipado con un sistema de escape de nuevo diseño y pinzas de color gris plateado. El logotipo de la rueda central, también de nuevo diseño, reproduce con precisión la marca registrada de Lamborghini.
Tenía una placa lateral con el logotipo del 40 aniversario, así como una placa numerada de edición limitada ubicada dentro de la ventana trasera.
El interior también es nuevo con un diseño asimétrico. El lado del conductor está equipado con cuero perforado Grigio Syrius (gris oscuro) y el lado del pasajero en cuero negro liso. Los nuevos accesorios se completan con alfombrillas especiales con el logotipo del 40 aniversario y una radio Alpine con reproductor de CD incorporado. Dependiendo del mercado, algunos coches también estaban equipados con un sistema de navegación por satélite.

### LP640 Versace

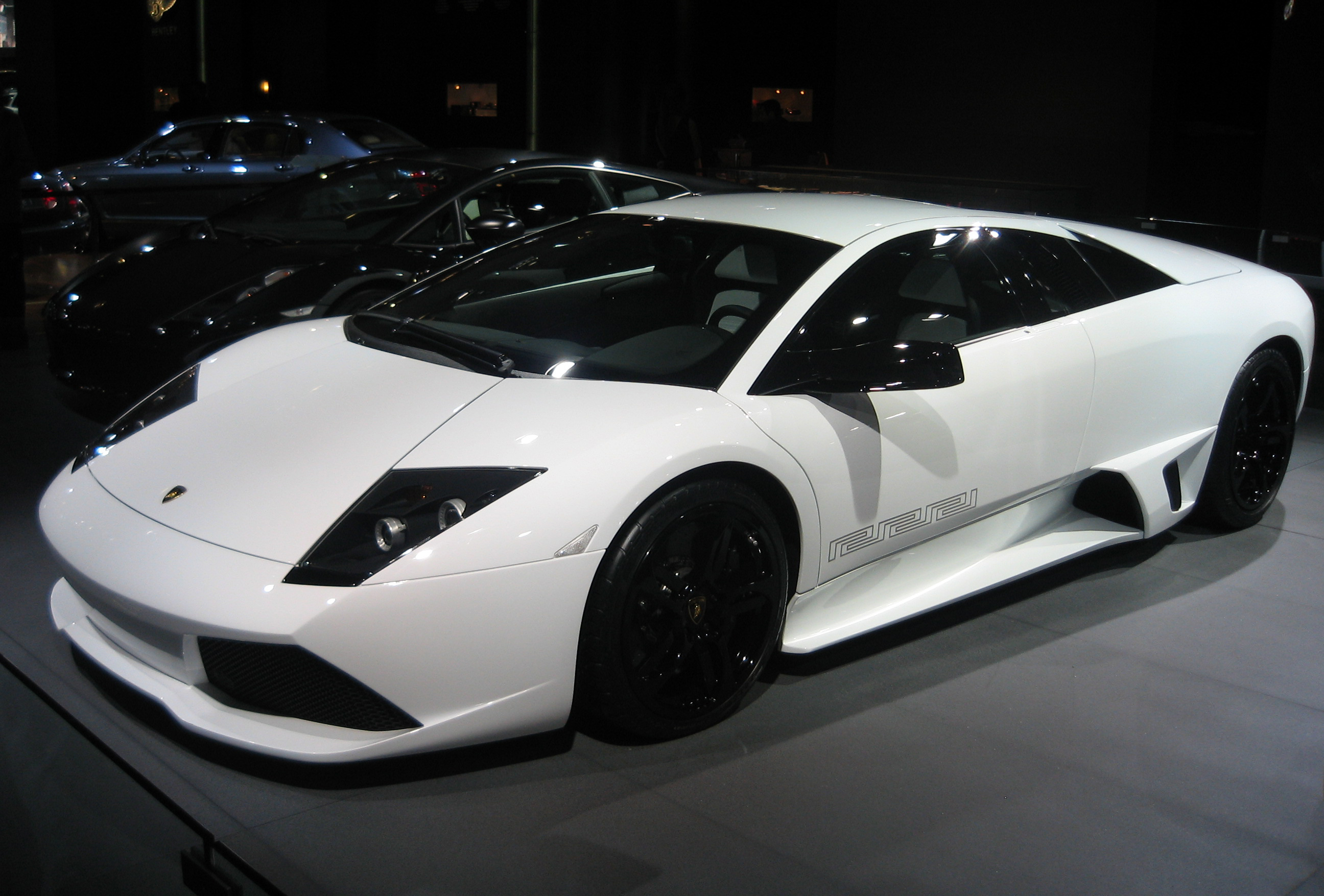
LP640 Versace blanco el 1 de octubre de 2006.

El Murciélago LP640 Versace es una edición especial limitada del LP 640 que fue presentado en el Salón de París de 2006. Disponible en blanco o negro, del cual solamente se produjeron 20 en ambos coupé y roadster. Aunque se utilizó el V12 estándar, los estilistas de la casa de moda Versace y el programa Lamborghini Ad Personam, colaboraron en el diseño interior personalizado acabado en dos tonos de cuero de Versace, con una placa logo Gianni Versace. Cada unidad viene con juego de equipaje Versace, junto con los zapatos de conducción y los guantes. Un reloj de juego del departamento de artículos preciosos de Versace también se puso a disposición de los clientes.
Esta vez la motivación no es solamente cumplir el capricho de algún multimillonario enamorado de la moda y los coches italianos, sino que también es recaudar fondos para la asociación de lucha contra el SIDA promovida por Elton John.
Las novedades se centran principalmente en la parte estética, tanto en la zona posterior como en la superior. Se han modificado las luces y se ha rediseñado de forma más aerodinámico los espejos retrovisores. El chasis ha sido rediseñado con una mezcla de un acero especial con fibra de carbono y se ha dejado hueco para el cristal transparente que cubre el motor.
La parte electrónica está muy elaborada. Los parámetros del motor y del vehículo están controlados por tres unidades de control de control maestro y una unidad satélite. Estas unidades controlan también diversos elementos de seguridad, entre los que podemos destacar los frenos de disco de carbono, el sistema cúadruple de ABS, el control de estabilidad, etc.

### LP650-4 Roadster

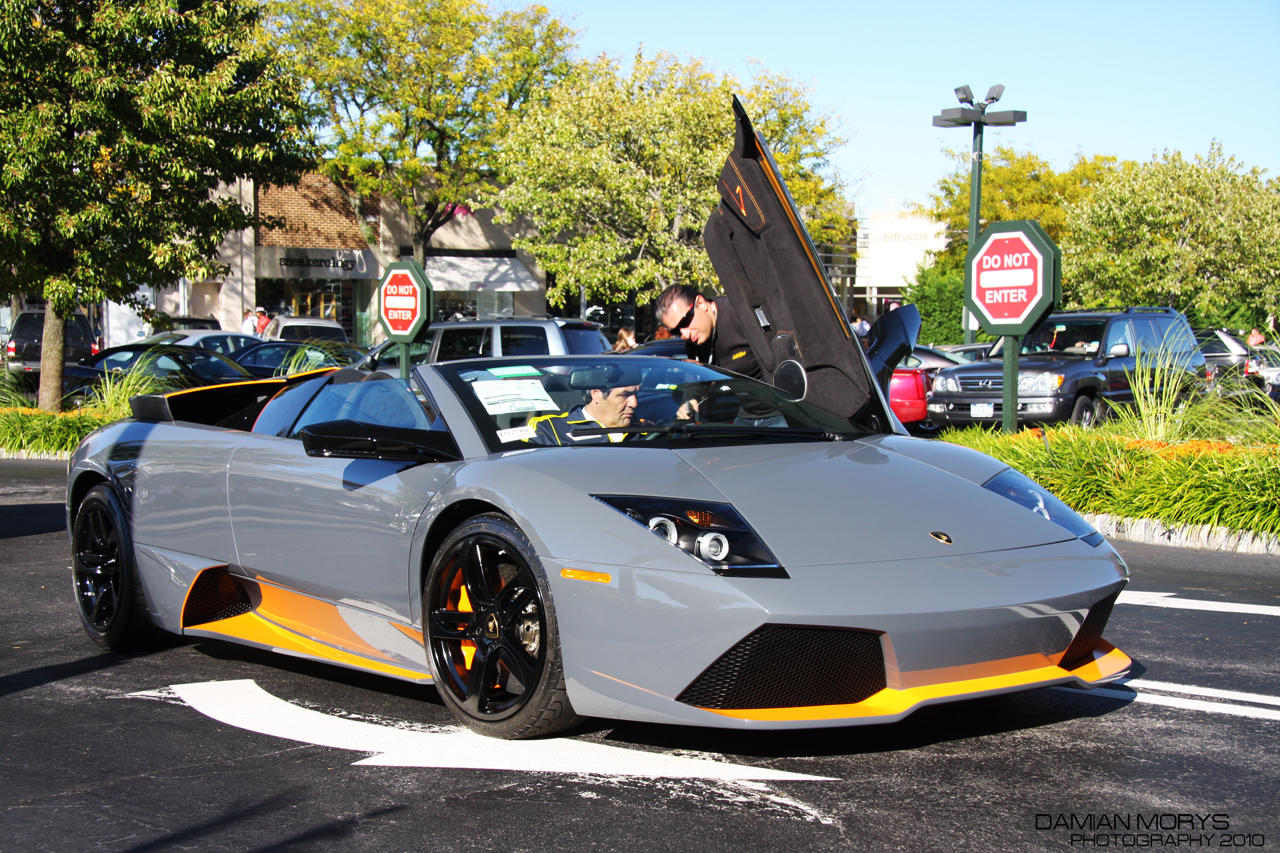
LP650-4 Roadster en Nueva York el 10 de octubre de 2010.

En 2009, Lamborghini lanzó una actualización limitada de gestión del Murciélago Roadster: El LP 650-4 con un aumento de potencia del motor que fue evaluado a 650 CV (641 HP; 478 kW) y un par máximo de 660 N·m (487 lb·pie), permitiendo al coche llegar de 0 a 100 km/h (62 mph) en 3,4 segundos y alcanzar una velocidad máxima de 330 km/h (205 mph). Solamente estaba disponible en color gris («Grigio Telesto») con detalles en naranja, brillante («Arancio») en los paragolpes y en los laterales, mientras que el esquema de color se mantuvo en el interior. La insignia «LP 650-4» está en los laterales de la carrocería. Los faros tienen en su parte central una línea divisoria también de color naranja.
En la parte más alta del parabrisas hay un deflector aerodinámico. El motor está situado tras los asientos y queda a la vista bajo una cubierta transparente.
Las llantas «Hermera» de 18 pulgadas (45,7 cm) de diámetro tienen cinco radios y están pintadas de color negro. Los neumáticos son Pirelli P Zero Corsa en medidas 245/35 delante y 335/30 detrás. Las pinzas, serigrafiadas con la firma de la marca, están pintadas en el mismo color naranja que otros detalles de la carrocería.
El interior está tapizado de cuero y alcantara. Predominan los tonos grises y negros. Las costuras de los asientos y del salpicadero, los bordes de las alfombrillas, el selector de cambio y las levas son del mismo color naranja que el exterior. El volante, forrado en piel, también tiene las costuras naranjas. Entre los asientos hay una placa en la que aparece el nombre del modelo.

## Especificaciones
En todos los motores, el material tanto del bloque como de la culata es de aluminio, con distribución de doble (DOHC) árbol de levas a la cabeza por cada bancada de cilindros y 4 válvulas por cilindro, con distribución de válvulas variable (VVT) y alimentación vía inyección indirecta multipunto secuencial con admisión variable, naturalmente aspirado.
| Modelo               | Cilindrada                   | Diámetro x carrera             | Relación de compresión | Potencia máxima                    | Par máximo                      | Aceleración        | Aceleración          | Aceleración          | Aceleración                                  | Velocidad punta                                                          | Peso              |
| Modelo               | Cilindrada                   | Diámetro x carrera             | Relación de compresión | Potencia máxima                    | Par máximo                      | 0-60 mph (97 km/h) | 0-100 mph (161 km/h) | 0-150 mph (241 km/h) | 1/4 milla (402 m)                            | Velocidad punta                                                          | Peso              |
| -------------------- | ---------------------------- | ------------------------------ | ---------------------- | ---------------------------------- | ------------------------------- | ------------------ | -------------------- | -------------------- | -------------------------------------------- | ------------------------------------------------------------------------ | ----------------- |
| Murciélago 6.2       | 6192 cm³ (6,2 L; 377,9 plg³) | 87 x 86,8 mm (3,43 x 3,42 plg) | 10,7:1                 | 580 CV (572 HP; 427 kW) @ 7500 rpm | 650 N·m (479 lb·pie) @ 5400 rpm | 3,7 segundos       | 8,6 segundos         | 21,4 segundos        | 12,6 segundos @ 116 mph (187 km/h)           | 330 km/h (205 mph) (oficial)                                             | 1650 kg (3638 lb) |
| Murciélago Roadster  | 6192 cm³ (6,2 L; 377,9 plg³) | 87 x 86,8 mm (3,43 x 3,42 plg) | 10,7:1                 | 580 CV (572 HP; 427 kW) @ 7500 rpm | 650 N·m (479 lb·pie) @ 5400 rpm | 3,8 segundos       | 8,6 segundos         | n/a                  | 11,7 segundos                                | 320 km/h (199 mph)                                                       | 1650 kg (3638 lb) |
| LP 640 Coupé         | 6496 cm³ (6,5 L; 396,4 plg³) | 88 x 89 mm (3,46 x 3,50 plg)   | 11,0:1                 | 640 CV (631 HP; 471 kW) @ 8000 rpm | 660 N·m (487 lb·pie) @ 6000 rpm | 3,4 segundos       | 7,5 segundos         | n/a                  | 11,4 segundos @ 127,1 mph (204,5 km/h)       | 340 km/h (211 mph) (oficial) Probado en Seúl, Corea del Sur.             | 1805 kg (3979 lb) |
| LP 640 Roadster      | 6496 cm³ (6,5 L; 396,4 plg³) | 88 x 89 mm (3,46 x 3,50 plg)   | 11,0:1                 | 640 CV (631 HP; 471 kW) @ 8000 rpm | 660 N·m (487 lb·pie) @ 6000 rpm | 3,6 segundos       | 8,1 segundos         | 16,1 segundos        | 11,8 segundos @ 126 mph (203 km/h) (C&D)     | 330 km/h (205 mph) (oficial)                                             | 1830 kg (4034 lb) |
| LP 650-4 Roadster    | 6496 cm³ (6,5 L; 396,4 plg³) | 88 x 89 mm (3,46 x 3,50 plg)   | 11,0:1                 | 650 CV (641 HP; 478 kW) @ 8000 rpm | 660 N·m (487 lb·pie) @ 6000 rpm | 3,4 segundos       | n/a                  | n/a                  | n/a                                          | 330 km/h (205 mph) (oficial)                                             | 1830 kg (4034 lb) |
| LP 670-4 SuperVeloce | 6496 cm³ (6,5 L; 396,4 plg³) | 88 x 89 mm (3,46 x 3,50 plg)   | 11,0:1                 | 670 CV (661 HP; 493 kW) @ 8000 rpm | 660 N·m (487 lb·pie) @ 6000 rpm | 3,2 segundos       | 6,8 segundos         | n/a                  | 10,9 segundos @ 129,4 mph (208,2 km/h) (R&T) | 342 km/h (213 mph) (oficial) 338,46 km/h (210,3 mph) (con Aeropack Wing) | 1737 kg (3829 lb) |

### Relaciones de las transmisiones
| Tipo              | 1.ª   | 2ª    | 3ª    | 4ª    | 5ª    | 6ª    | Final |
| ----------------- | ----- | ----- | ----- | ----- | ----- | ----- | ----- |
| Manual            | 2,941 | 2,056 | 1,520 | 1,179 | 1,030 | 0,914 | 2,53  |
| Automática e-Gear | 3,09  | 2,11  | 1,57  | 1,24  | 1,07  | 0,94  | 2,53  |

## En competición

### R-GT

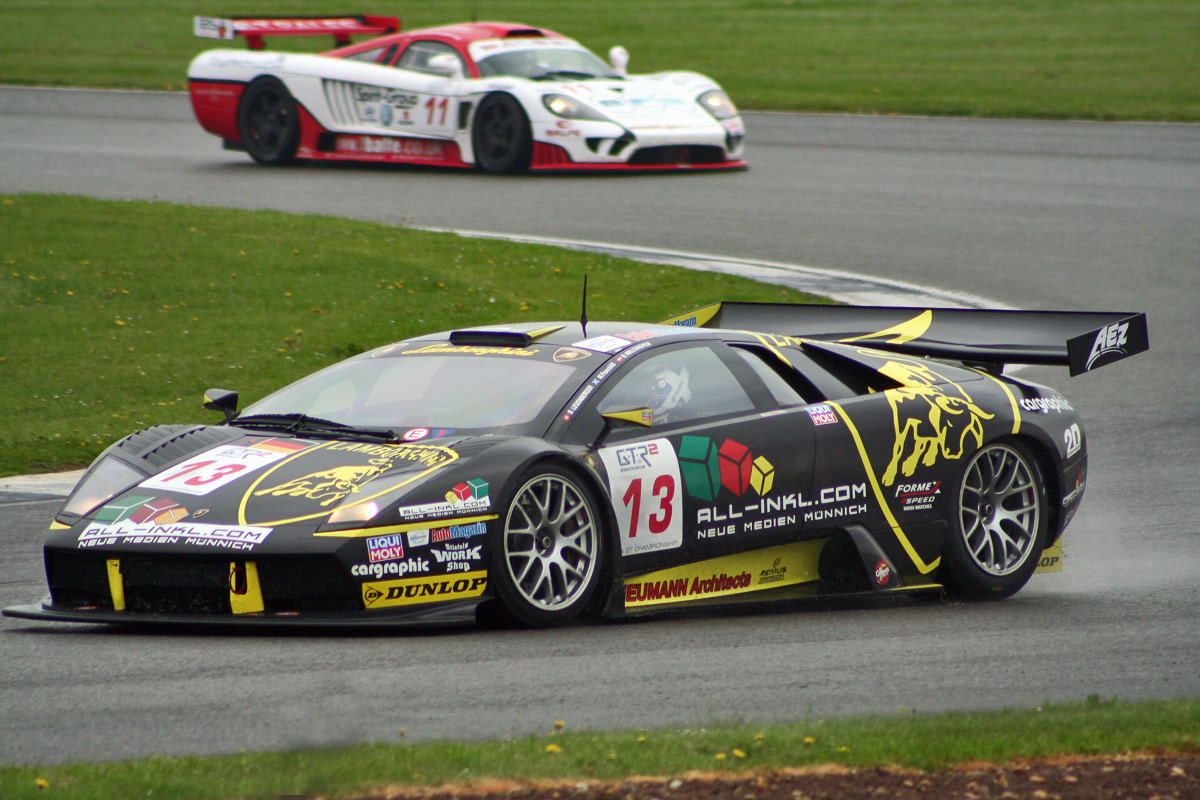
Murciélago R-GT del equipo Reiter Engineering en el RAC Tourist Trophy de 2006.

El primer derivado que entró en producción fue el Murciélago R-GT, un automóvil de carreras basado en el auto estándar, que se presentó durante la edición 2003 del Salón del Automóvil de Fráncfort. Una vez que el Salón de Fráncfort cerró sus puertas, el Murciélago R-GT se envió a Reiter Engineering, quien realizaría pruebas exhaustivas en el automóvil para desarrollarlo todavía más e incluso aumentar el potencial.
Desarrollado por Automobili Lamborghini SpA, con la ayuda de Audi Sports Division y la reconocida Reiter Engineering con sede en Alemania, el Murciélago R-GT se fabricaba según las especificaciones de la FIA y la American Le Mans Series.
El motor seguía siendo el mismo V12, pero equipado con restricciones de aire, el cual era muy competitivo en comparación con los autos que el Murciélago R-GT encontraría en los circuitos alrededor del mundo. Debido a las regulaciones de la FIA, la tracción en las cuatro ruedas VT había sido reemplazada con tracción trasera solamente y se montaba una caja de cambios secuencial de seis velocidades, con un peso total dentro de la especificación de clase FIA de 1100 kg (2425 lb).
Solamente se construirían tres autos sin haber disponibilidad para los clientes, pero la conferencia de prensa del 9 de septiembre en Fráncfort dijo lo contrario, ya que estarían disponibles durante 2004 por un precio base por debajo de 500000 €, tomando en cuenta que el R-GT no era legal en la calle.
La American Le Mans Series mostraría el Murciélago R-GT en los Estados Unidos, que sigue siendo uno de los mercados más grandes para Automobili Lamborghini SpA, mientras que la European FIA GT Series también vería el regreso de Maserati durante la temporada 2004, por lo que el Lamborghini se enfrentaría a dos de los competidores más importantes: Ferrari y Maserati.

### LP670 R-SV

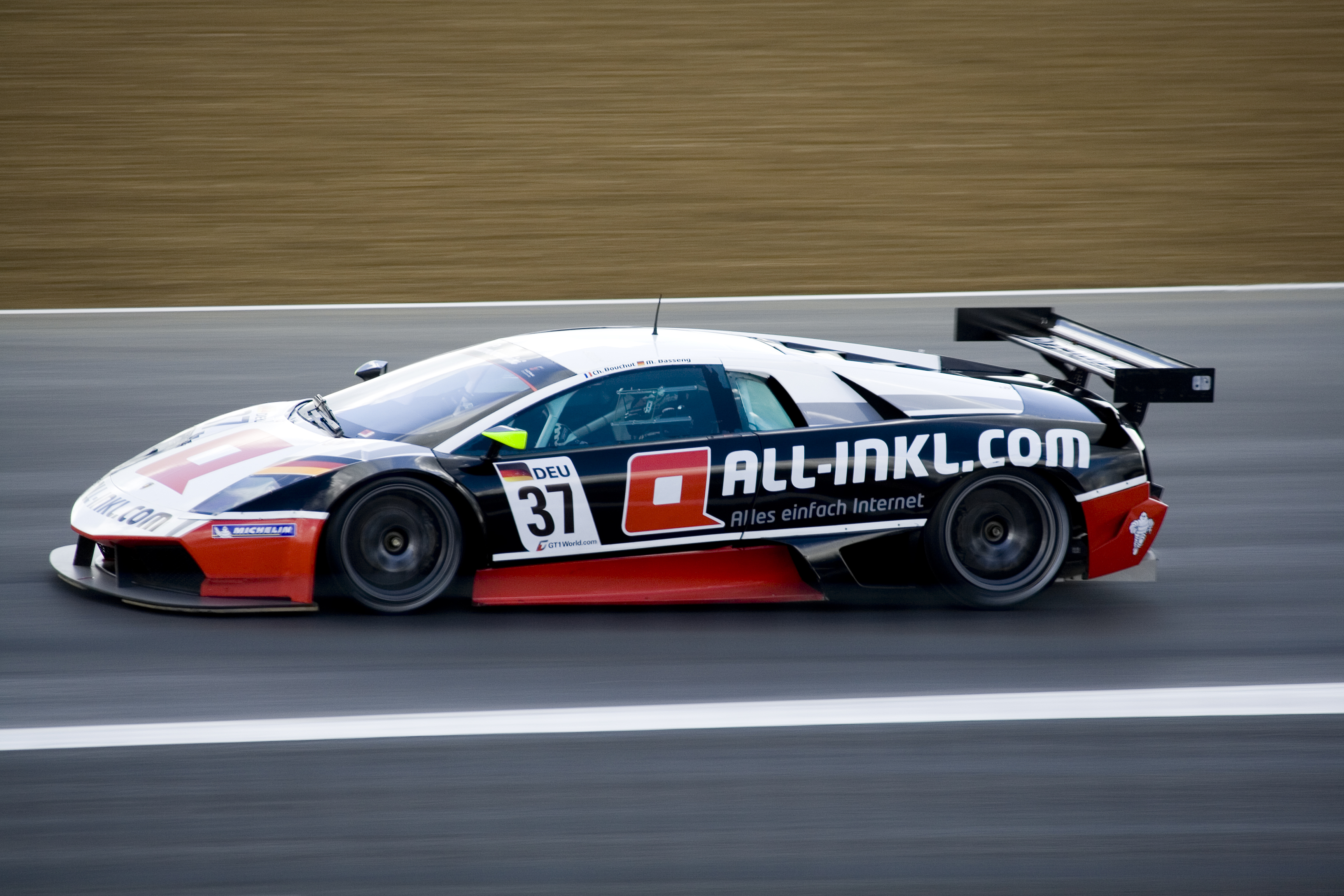
LP670 R-SV del equipo All-Inkl Munich Motorsport en calificación el 1 de mayo de 2010.

Reiter Engineering presentó su GT1 basado en el Murciélago LP670-4 SuperVeloce durante las 24 Horas de Spa.
En una conferencia de prensa especial celebrada por la FIA con Stephane Ratel, el tercer automóvil construido según sus especificaciones de 2010 se mostraría a un grupo selecto de periodistas y fotógrafos.
Utiliza un motor original de fábrica, la unidad básica V12 de 670 CV (661 HP; 493 kW) que es lo suficientemente fuerte como para ser utilizada como motor de carrera por sí sola, sin necesidad de costosos tuning o modificaciones, Reiter Engineering confía en que su trabajo en la carrocería, la suspensión, el tren de transmisión y el interior es suficiente para crear una combinación ganadora y debe admitir que se ve impresionante, especialmente en el tono gris oscuro utilizado en el primer fabricado. De hecho, se terminó unos días antes de la presentación en Spa Francorchamps.
Anteriormente un auto de carreras GT1 decente costaría un millón de euros, si no es que más. Sin embargo, el Murciélago LP670 R-SV está disponible por menos de la mitad de eso. Hans Reiter, director ejecutivo de Reiter Engineering, declaró que este coche nuevo costaría menos de 500000 € para obtenerlo en estado listo para la carrera.

## En la cultura popular
Debido a su nombre, este modelo fue elegido como el automóvil de Bruce Wayne, interpretado por el actor Christian Bale en las películas de Batman: Batman Begins y The Dark Knight. Incluso antes del estreno de esta última, el 18 de julio de 2008, se pudo ver este modelo en el tercer tráiler oficial de la película.
También ha aparecido en varios videojuegos de carreras, como: Asphalt 3: Street Rules, Asphalt 8: Airborne, Asphalt 5, Asphalt 6: Adrenaline, Asphalt 7: Heat, Need for Speed: Hot Pursuit 2, Need for Speed: Most Wanted, Need for Speed: Carbon, Forza Motorsport 2, Forza Motorsport 3, Forza Motorsport 4, Forza Motorsport 5,  Forza Motorsport 6, Forza Motorsport 7, Forza Horizon, Forza Horizon 2, Forza Horizon 3, Forza Horizon 4, Gran Turismo 5, Gran Turismo 6, Gran Turismo 7 y Midnight Club: Los Angeles.